# Diócesis de Castanhal
La diócesis de Castanhal (en latín: Dioecesis Castagnalen(sis) de Pará y en portugués: Diocese de Castanhal) es una circunscripción eclesiástica latina de la Iglesia católica en Brasil, sufragánea de la arquidiócesis de Belém do Pará. La diócesis tiene al obispo Carlos Verzeletti como su ordinario desde el 29 de diciembre de 2004. 

## Territorio y organización
La diócesis tiene 14 338 km² y extiende su jurisdicción sobre los fieles católicos de rito latino residentes en 25 municipios del estado del Pará: Castanhal, Capanema, Colares, Curuçá, Igarapé-Açu, Inhangapi, Magalhães Barata, Maracanã, Marapanim, Nova Timboteua, Peixe-Boi, Primavera, Quatipuru, Salinópolis, Santa Isabel do Pará, Santa Maria do Pará, Santarém Novo, Santo Antônio do Tauá, São Caetano de Odivelas, São Francisco do Pará, São João da Ponta, São João de Pirabas, Terra Alta, Vigia y São Domingos do Capim.
La sede de la diócesis se encuentra en la ciudad de Castanhal, en donde se halla la Catedral de la Gran Madre de Dios.
En 2021 en la diócesis existían 36 parroquias.

## Historia
La diócesis fue erigida el 29 de diciembre de 2004 con la bula Ad efficacius providendum del papa Juan Pablo II, obteniendo el territorio de la arquidiócesis de Belém do Pará y de la diócesis de Bragança do Pará.

## Estadísticas
De acuerdo al Anuario Pontificio 2020 la diócesis tenía a fines de 2021 un total de 674 600 fieles bautizados.
| Año                                                                             | Población            | Población | Población      | Sacerdotes | Sacerdotes    | Sacerdotes    | Bautizados por sacerdote | Diáconos permanentes | Religiosos | Religiosos | Parroquias |
| Año                                                                             | Bautizados católicos | Total     | % de católicos | Total      | Clero secular | Clero regular | Bautizados por sacerdote | Diáconos permanentes | Varones    | Mujeres    | Parroquias |
| ------------------------------------------------------------------------------- | -------------------- | --------- | -------------- | ---------- | ------------- | ------------- | ------------------------ | -------------------- | ---------- | ---------- | ---------- |
| 2004                                                                            | 405 000              | 688 306   | 58.8           | 40         | 23            | 17            | 10 125                   |                      | 17         | 119        | 31         |
| 2006                                                                            | 580 400              | 722 104   | 80.4           | 46         | 26            | 20            | 12 617                   | 13                   | 23         | 87         | 31         |
| 2013                                                                            | 625 000              | 777 000   | 80.4           | 42         | 31            | 11            | 14 880                   | 57                   | 13         | 97         | 32         |
| 2016                                                                            | 640 000              | 782 352   | 81.8           | 47         | 38            | 9             | 13 617                   | 54                   | 9          | 103        | 33         |
| 2019                                                                            | 657 700              | 808 510   | 81.3           | 51         | 34            | 17            | 12 896                   | 109                  | 17         | 94         | 35         |
| 2021                                                                            | 674 600              | 829 277   | 81.3           | 53         | 38            | 15            | 12 728                   | 106                  | 15         | 88         | 36         |
| Fuente: Catholic-Hierarchy, que a su vez toma los datos del Anuario Pontificio. |                      |           |                |            |               |               |                          |                      |            |            |            |

## Episcopologio
- Carlos Verzeletti, desde el 29 de diciembre de 2004